# Cenagriònids
Els cenagriònids (Coenagrionidae) són una família d'odonats del subordre Zygoptera de mida petita a mitjana (20 a 45 mm). Són els més comuns i es troben distribuïts a tot el món.

## Característiques
Tenen el cos més o menys fi i potes i abdomen curt. Tenen el cap allargat transversalment i els ulls separats. Els adults immadurs en general són més pàl·lids, de color castany clar amb línies o taques blanques. Les ales són agostes, tots dos parells amb forma i venació similars.
La coloració de mascles i femelles és molt diferent; els mascles són generalment de colors vistosos celeste, vermell, verd i les femelles de color castany. Les femelles tenen ovipositor i l'abdomen més curt i gruixut que el dels mascles.

## Al món
Costa Rica té al voltant de 50 espècies distribuïdes en 12 gèneres i possiblement àdhuc queden diverses espècies per descobrir.
Les espècies més freqüents són les dels gèneres Acanthagrion, Argia, Ischnura i Telebasis. El gènere Argia per si solament té gairebé 30 espècies, i són els cenagriònids més comuns.

## A Catalunya
Les espècies de cenagriònids que podem trobar a Catalunya són:
- Llantió elegant (Ischnura elegans)
- Llantió iberomagribí (Ischnura graellsii)
- Llantió petit (Ischnura pumilio)
- Patge de copa (Enallagma cyathigerum)
- Donzell de ratpenat (Coenagrion pulchellum)
- Donzell de ferradura (Coenagrion puella)
- Donzell mercurial (Coenagrion mercuriale)
- Donzell de trinxant (Coenagrion scitulum)
- Donzell del gat (Coenagrion caerulescens)
- Donzell llancer (Coenagrion hastulatum)
- Ullviu petit (Erythromma viridulum)
- Ullblau (Erythromma lindenii)
- Ferrer camanegre (Pyrrhosoma nymphula)
- Ferrer cama-roig (Ceriagrion tenellum)

## Galeria

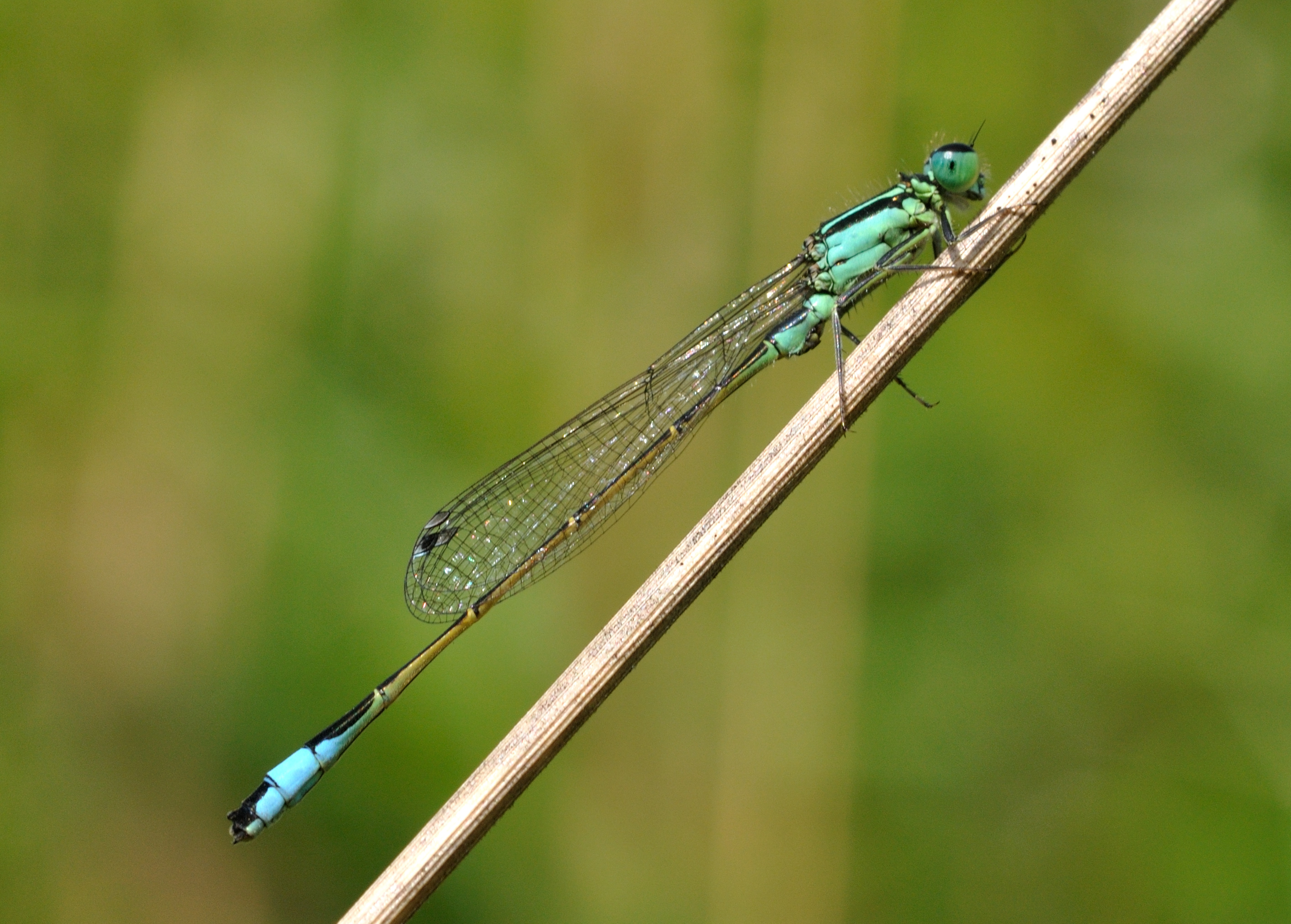
Ischnura elegans
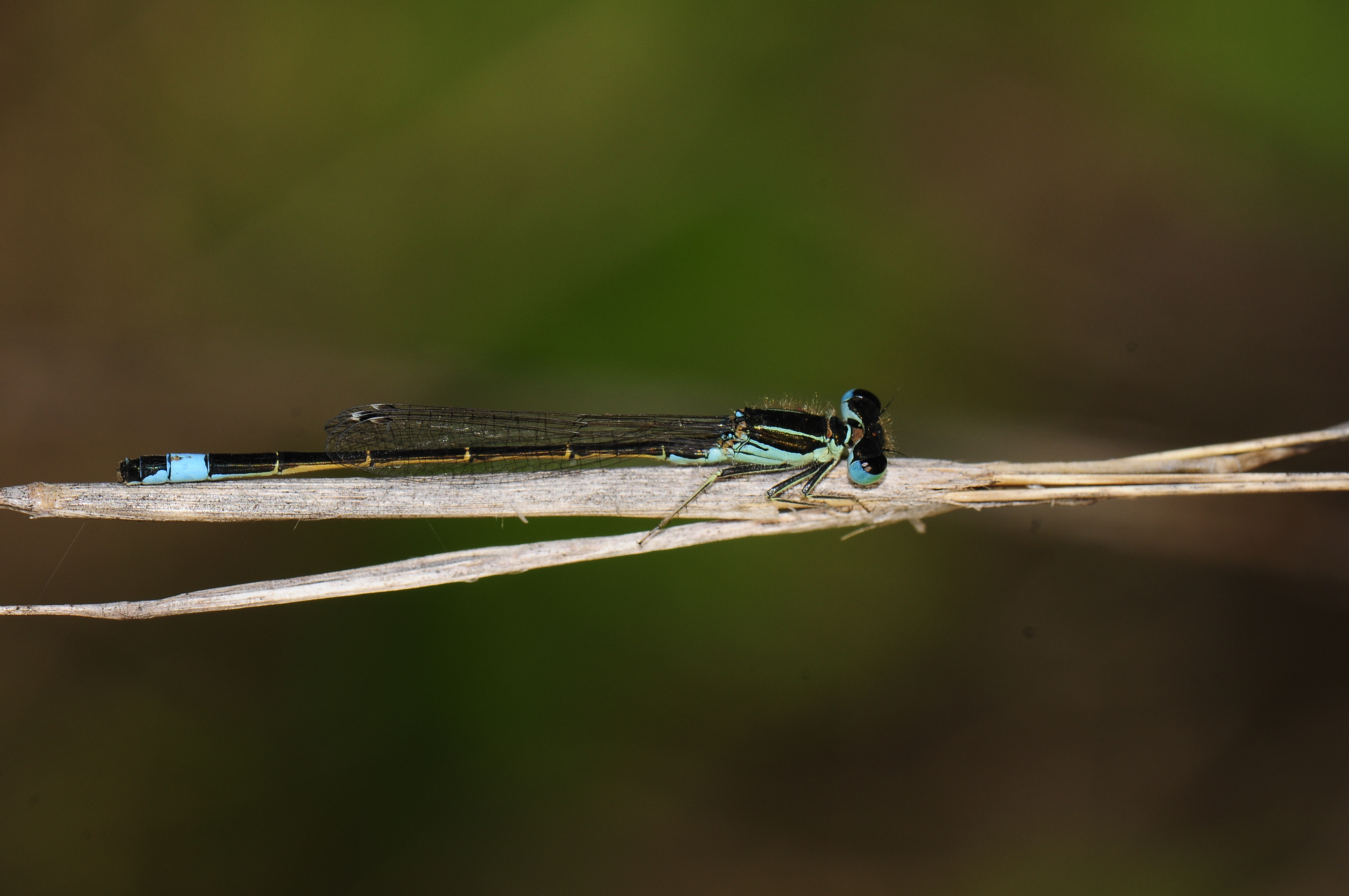
Ischnura graellsii
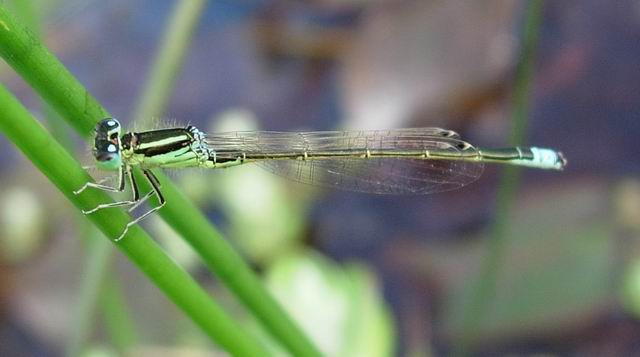
Ischnura pumilio
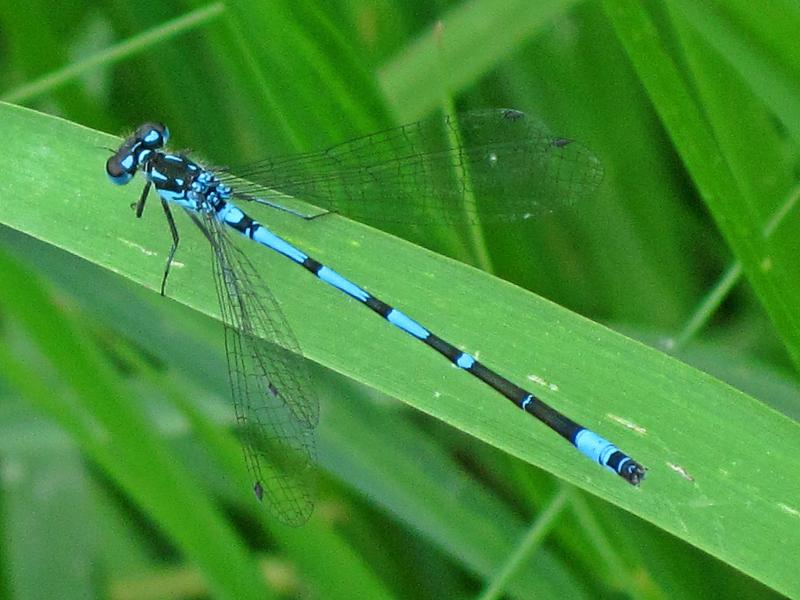
Coenagrion pulchellum
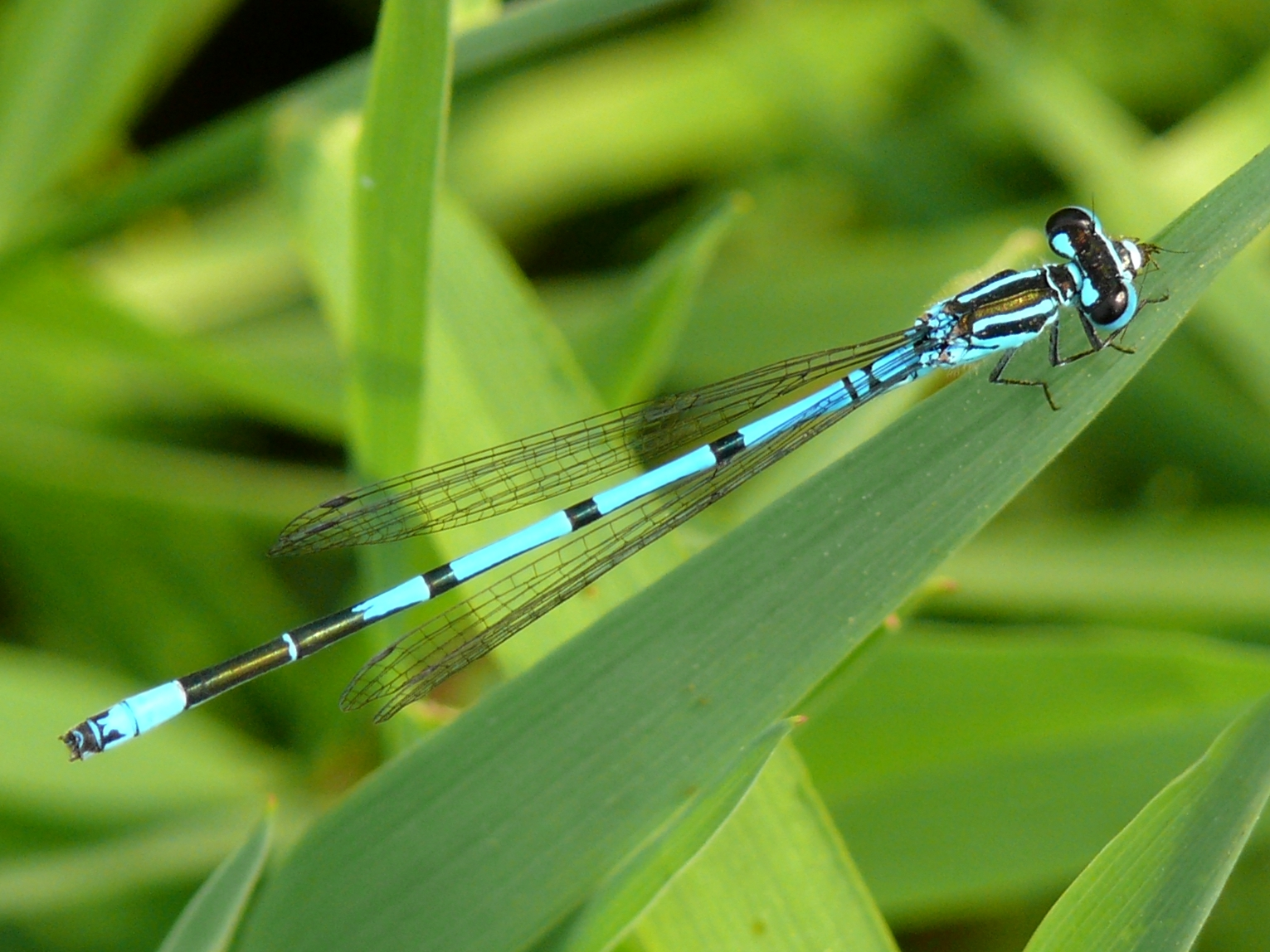
Coenagrion puella
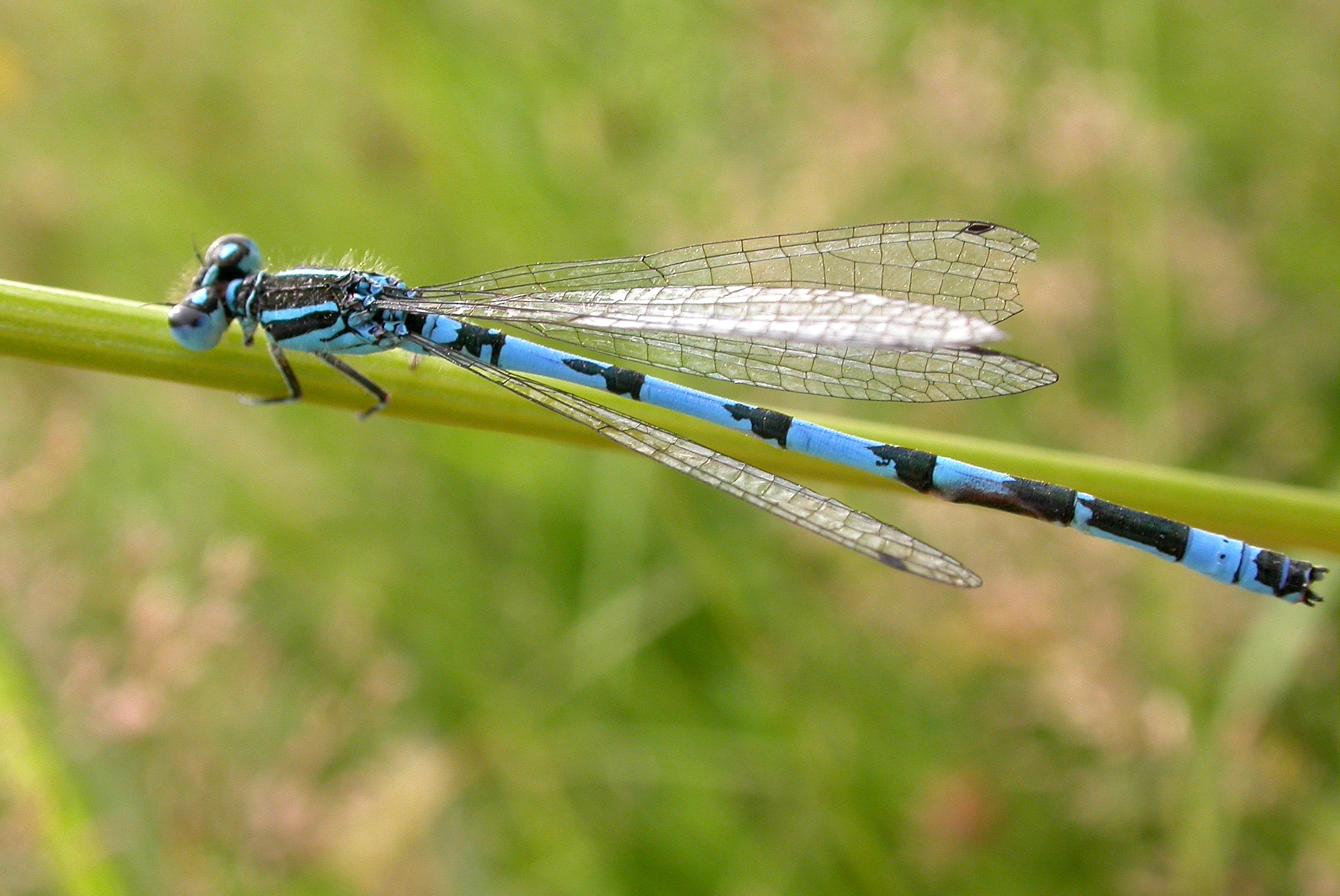
Coenagrion mercuriale
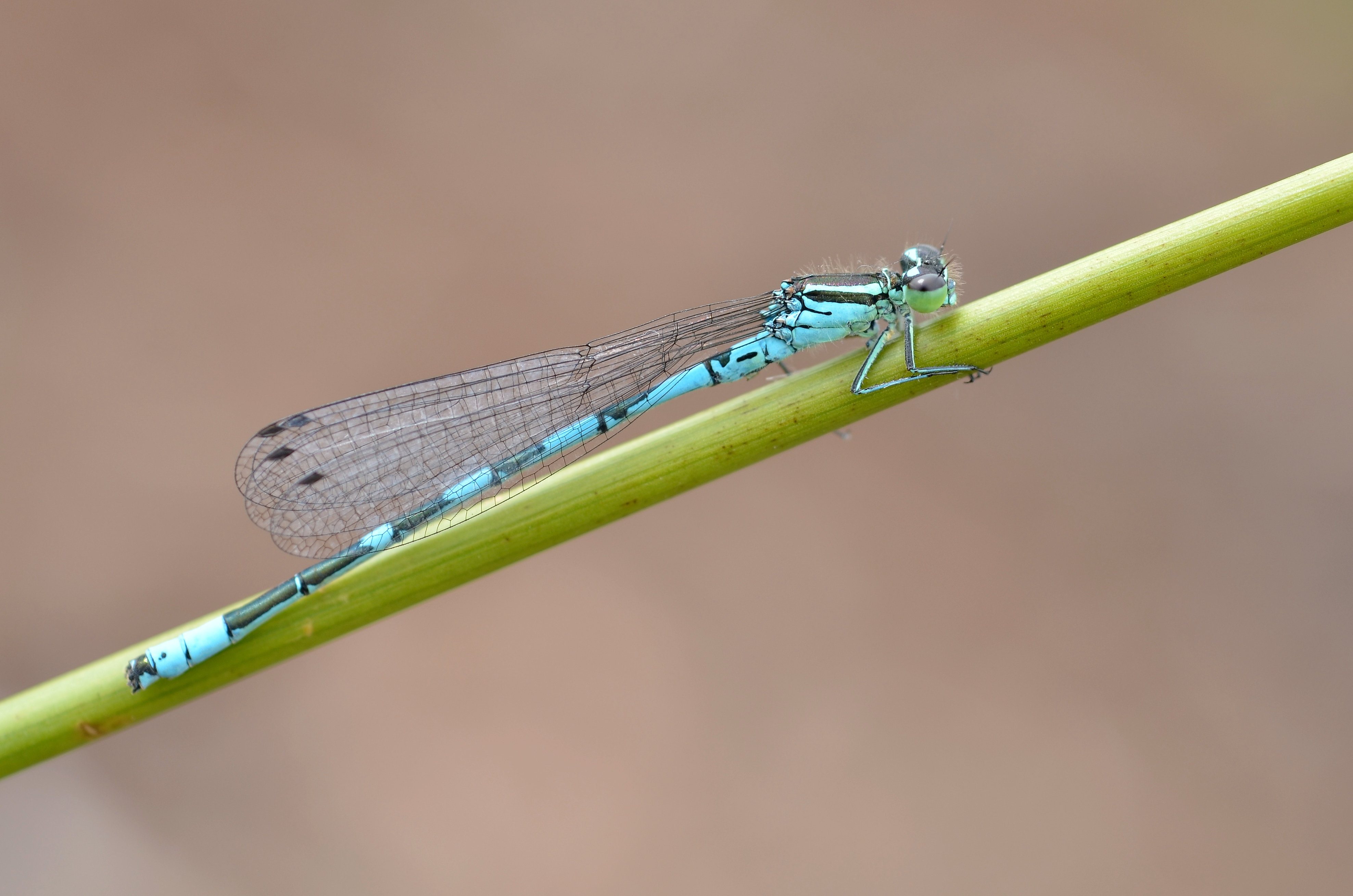
Coenagrion hastulatum
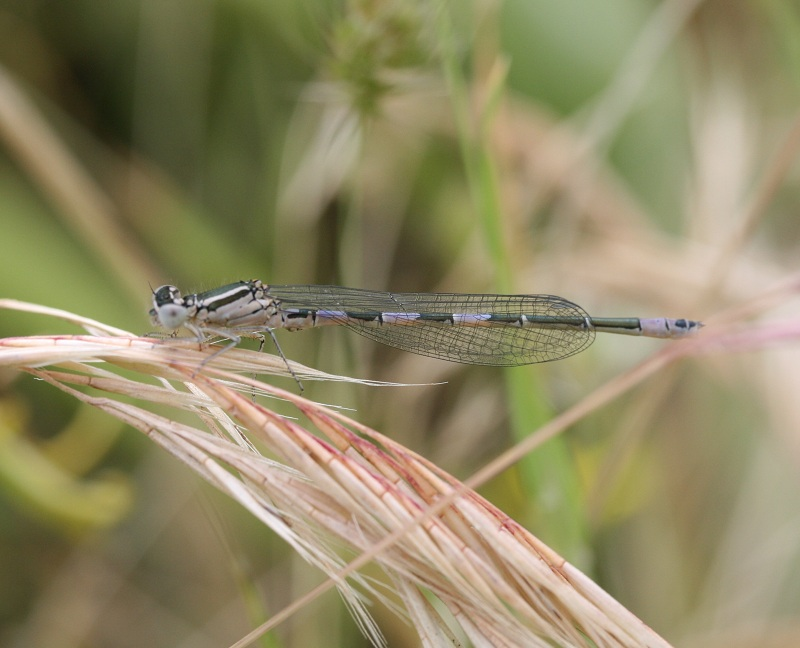
Coenagrion caerulescens
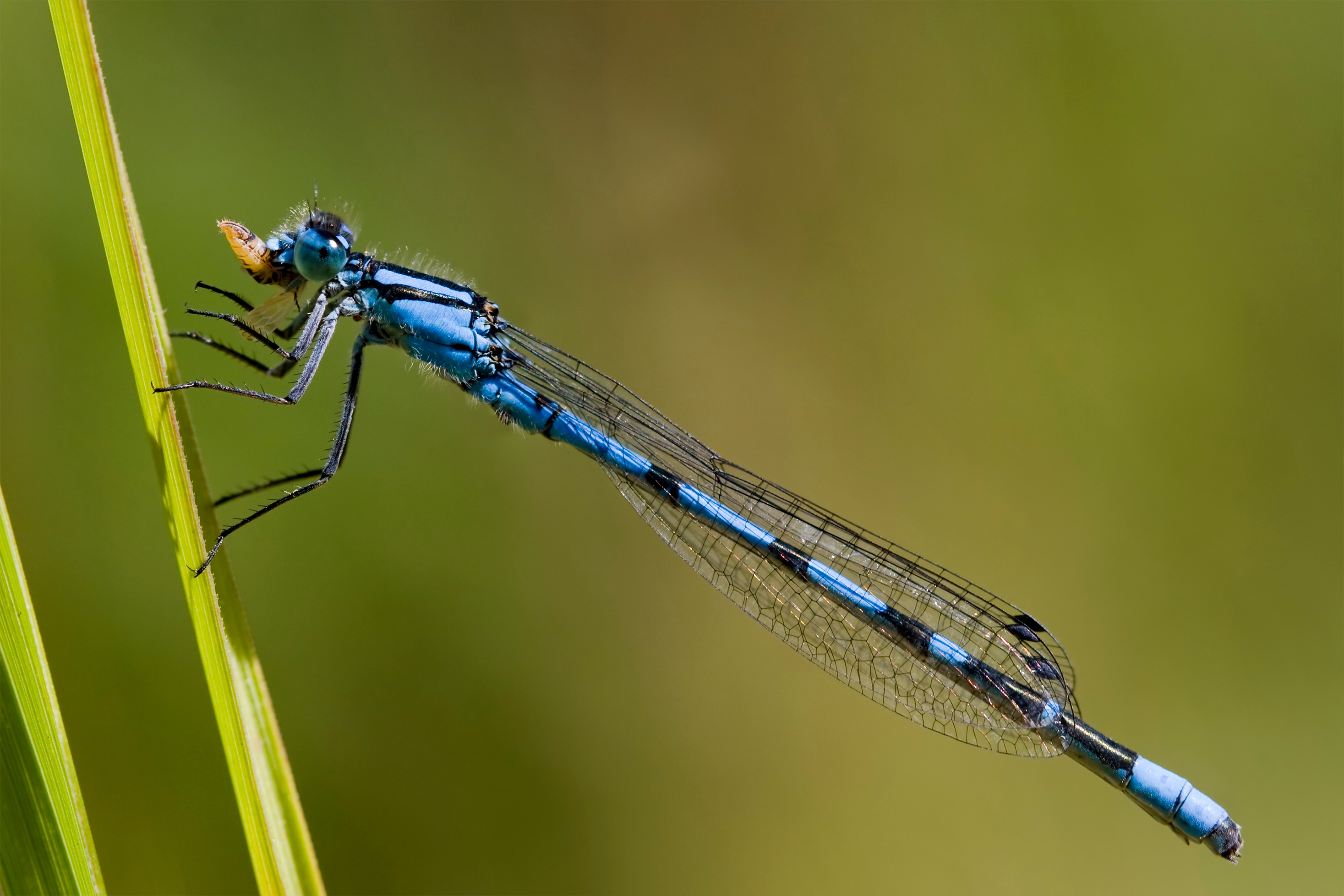
Enallagma cyathigerum
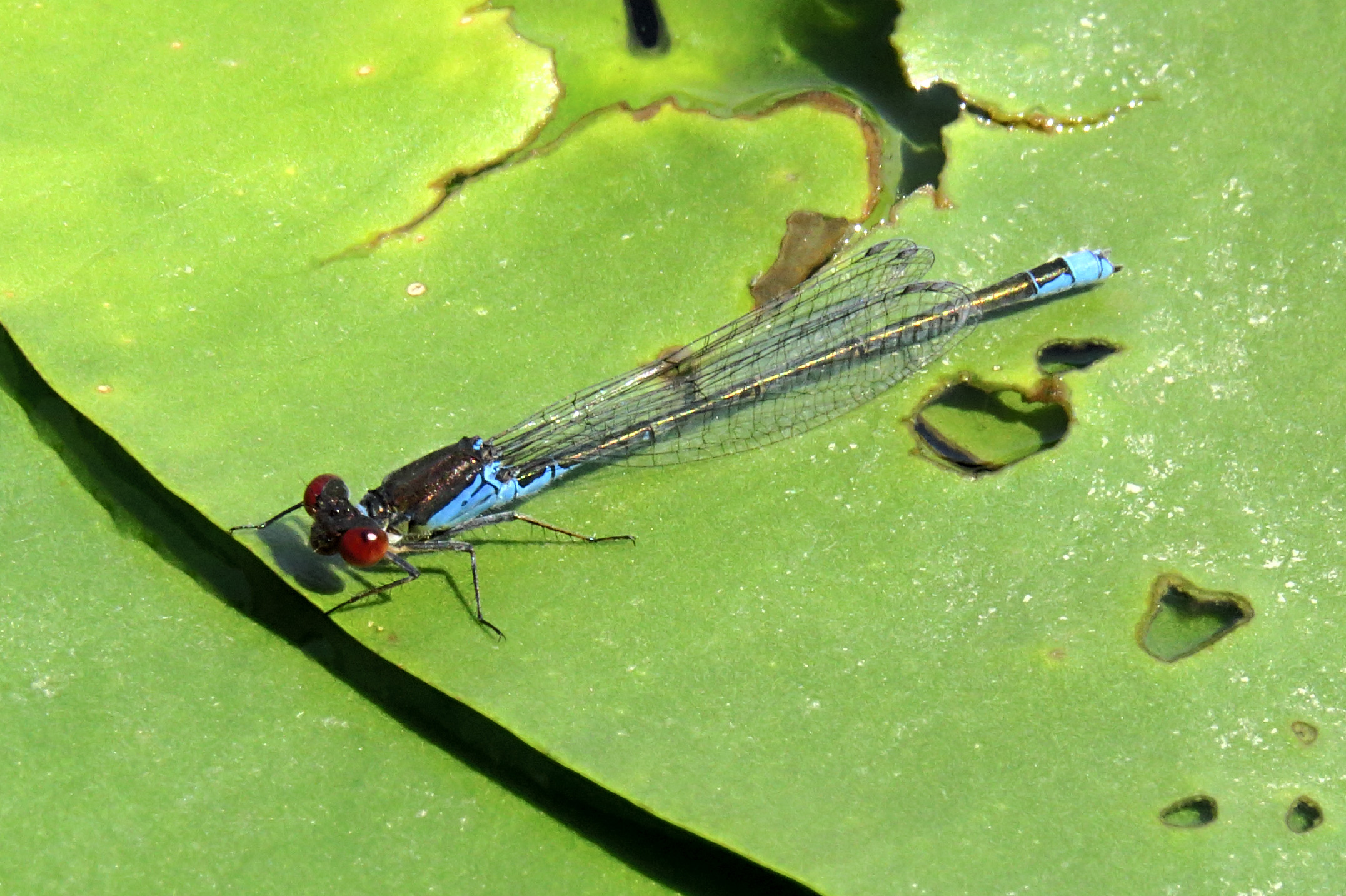
Erythromma viridulum
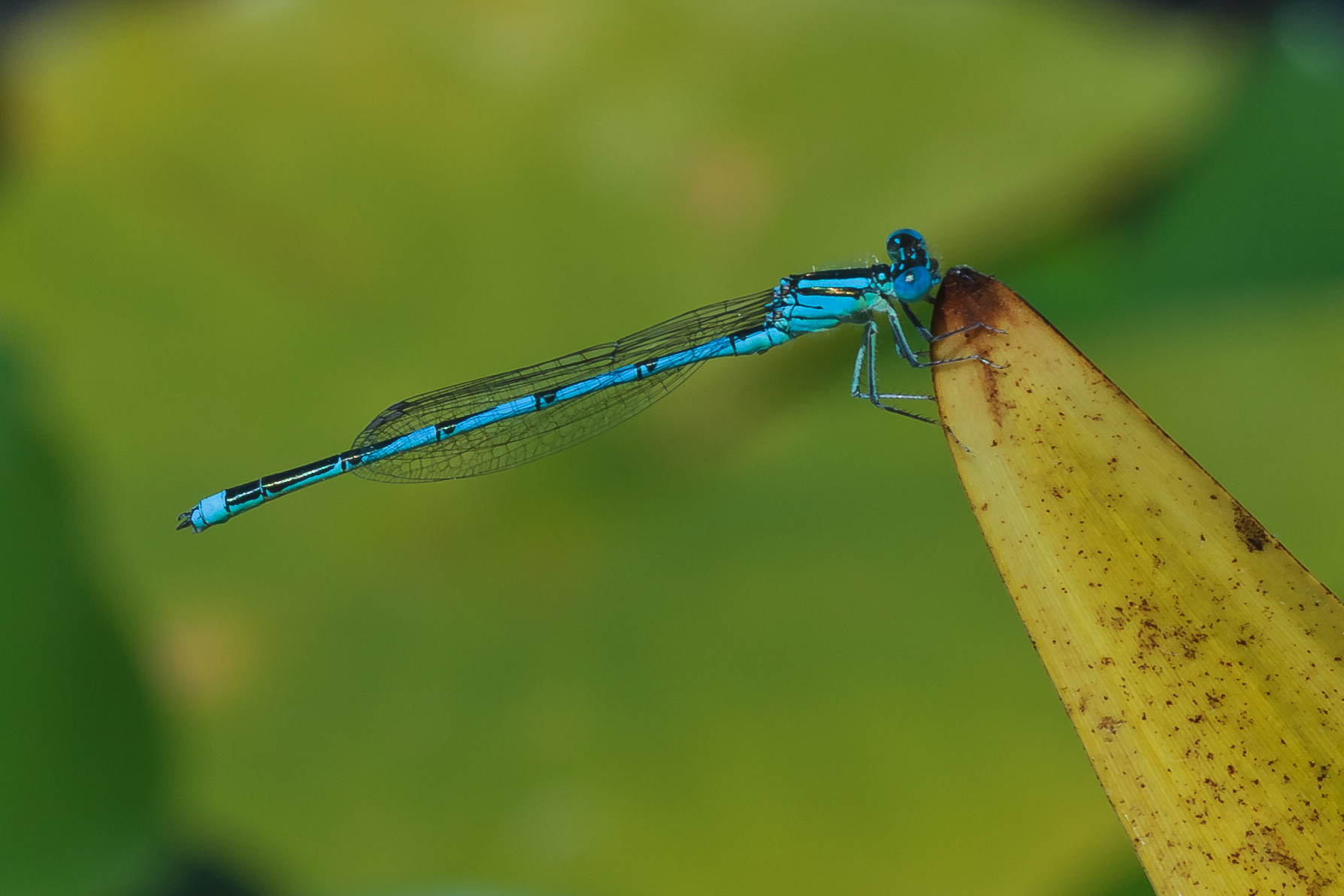
Erythromma lindenii
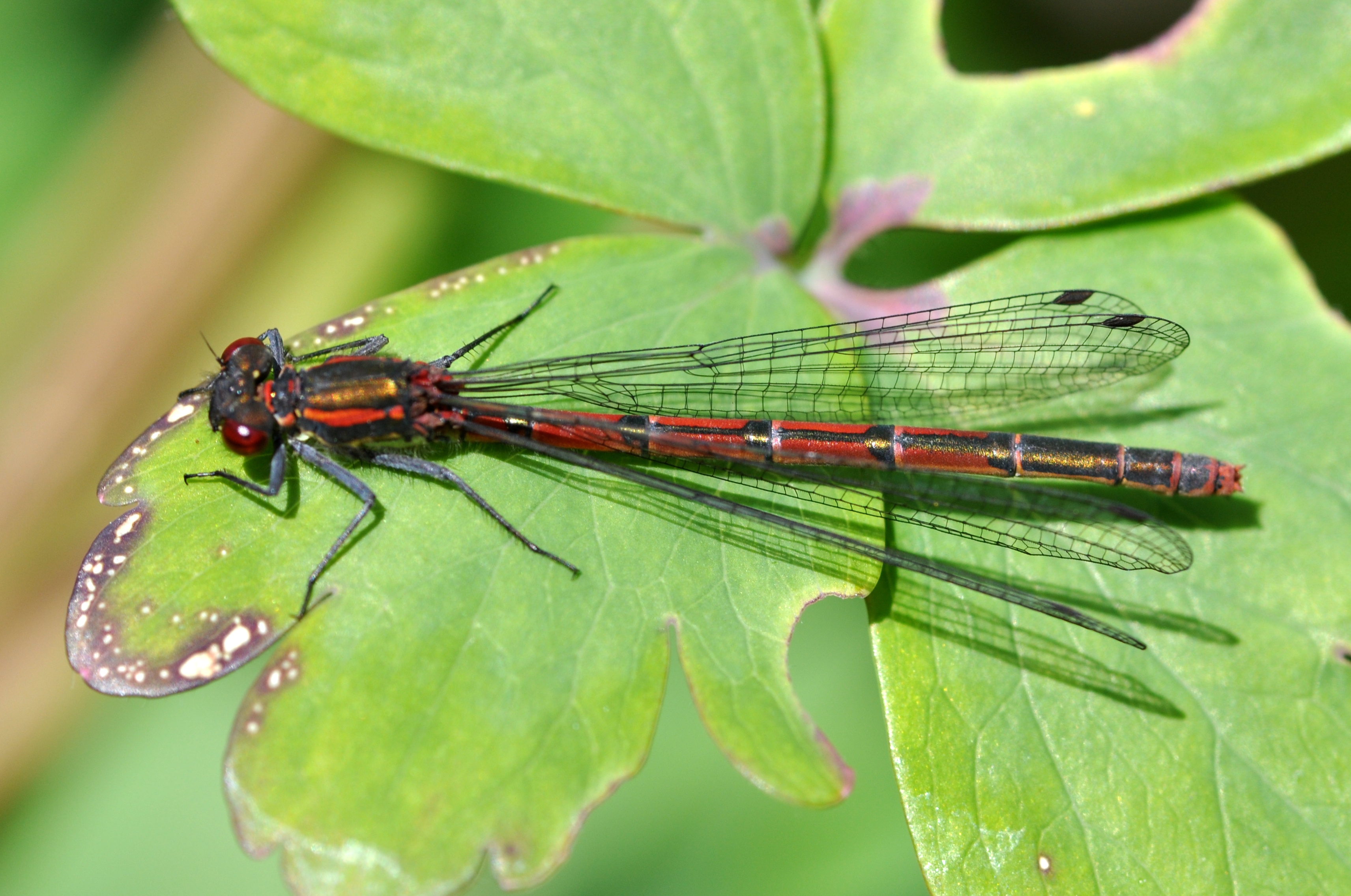
Pyrrhosoma nymphula
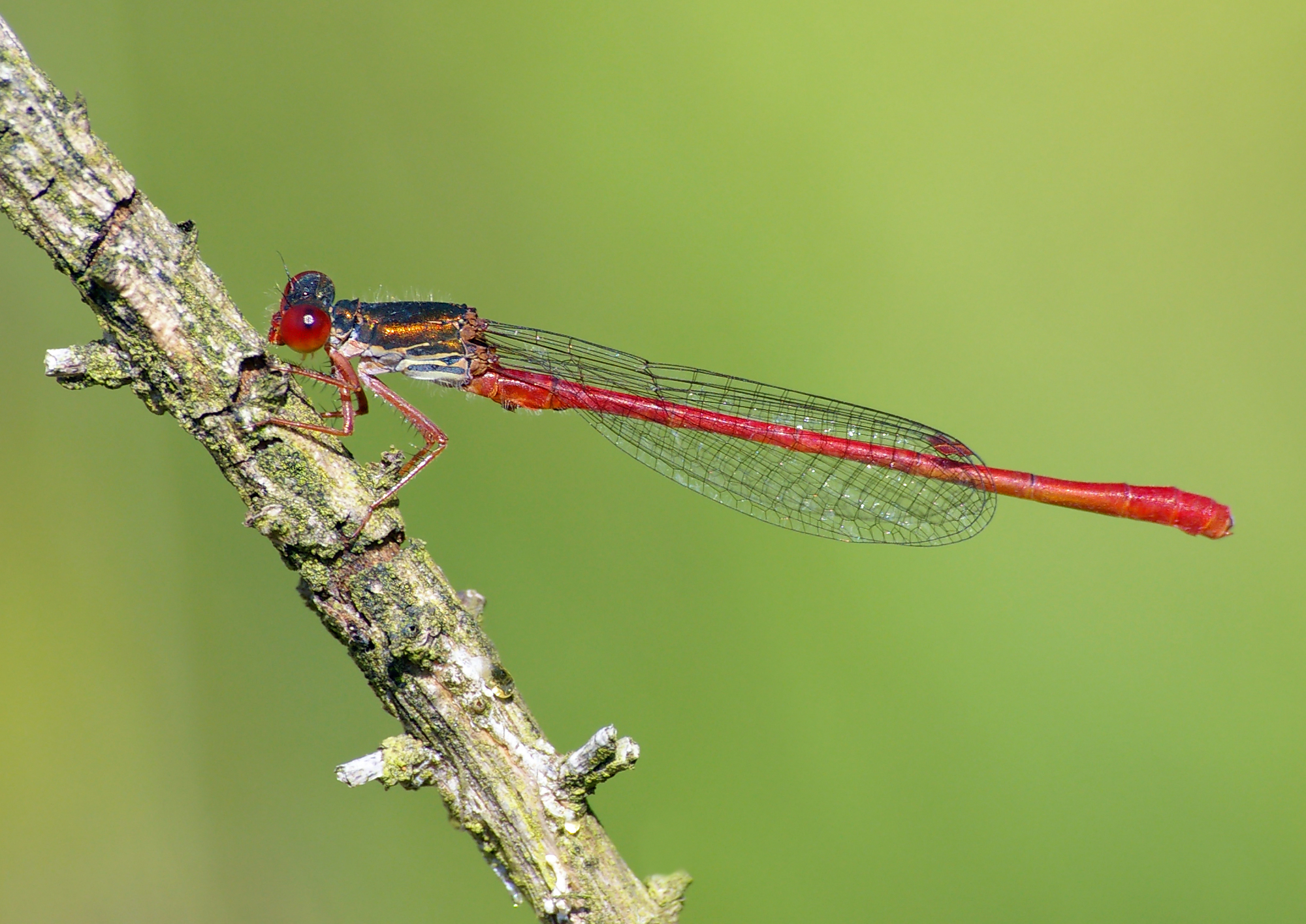
Ceriagrion tenellum